# Schwedenstuhl

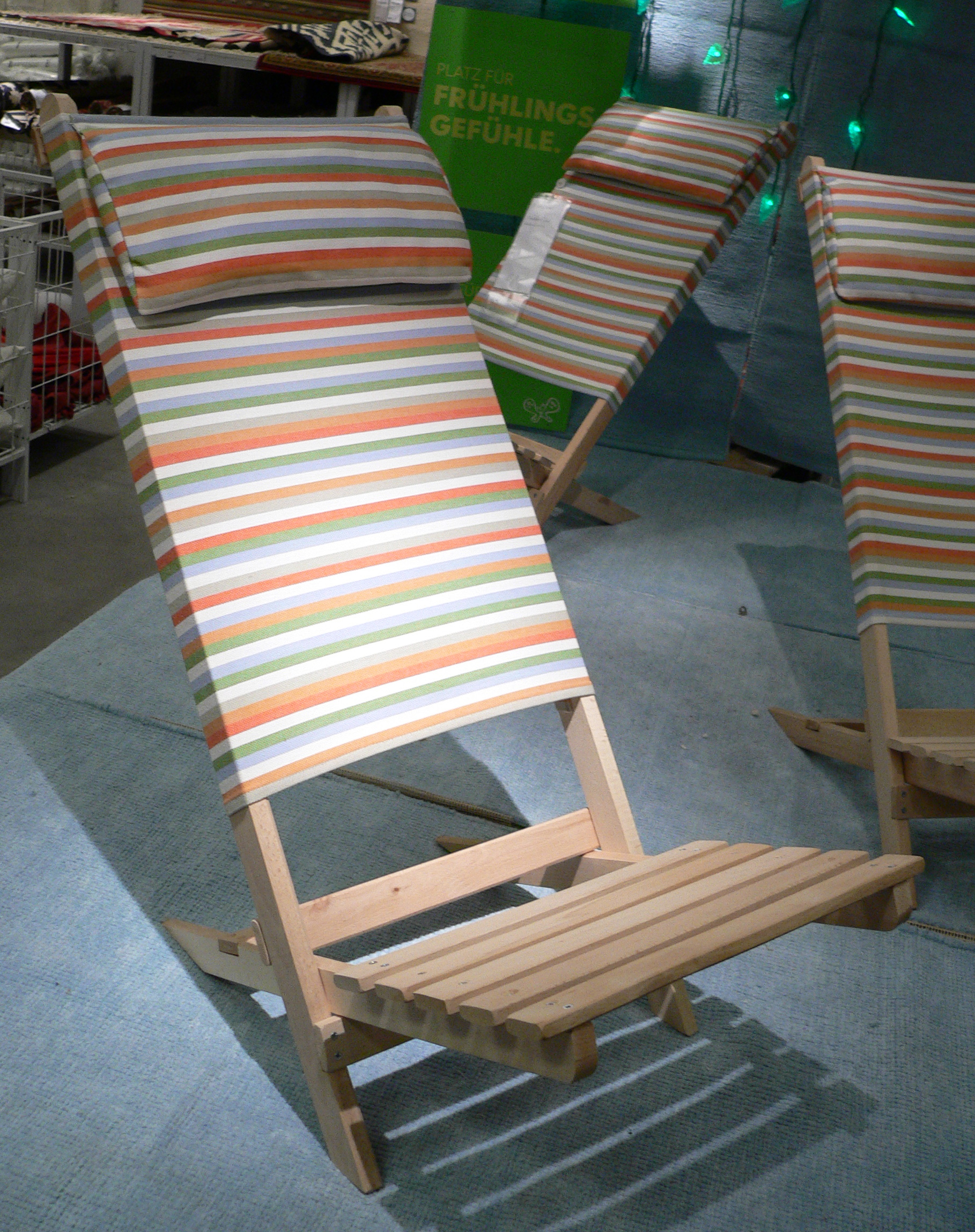
Schwedenstuhl mit Kopfkissen

Der Schwedenstuhl ist ein sogenanntes Steck-Stuhlsystem. Ein Schwedenstuhl ist eine Art Campingstuhl, ein Steck-Stuhl, der auf einfache Art und Weise selbst angefertigt werden kann.
Er besteht aus zwei Teilen, der Sitzfläche und der Lehne, die vor der Benutzung ineinandergesteckt werden. Transportiert wird der Schwedenstuhl in zerlegtem Zustand.
Hauptsächlich wird der Schwedenstuhl von Pfadfindern benutzt.